# Baliesthoides guttipennis
Baliesthoides guttipennis – gatunek chrząszcza z rodziny kózkowatych i podrodziny zgrzypikowych. Jedyny przedstawiciel rodzaju Baliesthoides.

## Zasięg występowania
Afryka Wschodnia, występuje w Etiopii oraz Somalii.